# 柯瑞當家
《柯瑞當家》（英語：Cory in the House）是一部由迪士尼公司制作的美國兒童喜劇電視劇，於2007年1月12日開始播映。它是《天才魔女》延伸出來的姊妹版本。

## 故事情節
维多成为了美国总统的厨师，由于他的妻子和女儿在英国学习，因此他和他的儿子柯瑞移到了华盛顿居住。在为总统服务的同时，一件件有意思的事情发生了...

## 角色
- 柯瑞（Kyle Massey飾）

本劇的主角，與父親從舊金山搬到華盛頓。暗戀著米娜。
- 米娜（Maiara Walsh飾）

巴哈維亞駐美國大使的女兒。雖然她父親要求她遵守傳統，但她喜歡穿著美國服飾，聽搖滾樂。
- 紐頓（Jason Dolley飾）

參議員和最高法院審判長的兒子，是柯瑞和米娜的好友。但他並不是很聰明，常把事情搞砸。喜歡的音樂是搖滾樂，與柯瑞和米娜組了一個樂團。
- 馬帝尼總統（John D'Aquino飾）

美國的現任總統。
- 蘇菲（Madison Pettis飾）

總統的8歲女兒，喜歡和他的洋娃娃一起玩，但有時會打擾柯瑞（常常欺負柯瑞）。
- 維多（Rondell Sheridan飾）

柯瑞的父親，是白宮裡的新主廚。
- 珊曼莎（Lisa Arch飾）

總統的個人助理。
- 傑森（Jake Thomas飾）

中情局局長的兒子，是柯瑞在感情上的競爭對手。